# Ruhnama
Ruhnama (« Le livre de l'âme », de l'arabe روح rūḥ, âme, et du perse نامه nāmeh, « livre ») est un livre écrit par Saparmyrat Nyýazow, le premier président du Turkménistan, paru pour la première fois en 2001. Le livre contient des préceptes moraux, des réflexions philosophiques, des légendes et des références historiques.

## Contenu
Le Ruhnama est décrit par son auteur comme un « livre spirituel ». Le contenu de l'ouvrage est dépeint comme « un tract incohérent rempli d'analyses historiques de surface, de clichés, de paraboles et d'une part autobiographique ». Selon Slavomir Horak, le livre est un « amalgame inégal du Coran, de brochures communistes, d'histoire (pseudo-)folkloriques turkmènes et de pure invention, mélangeant guidance spirituelle, moralité et autobiographie ». De plus, l'usage d'une prose poétique rend l'ensemble incohérent. Une biographie d'Oguz Khan est incluse dans le livre, celle-ci ayant pour but de créer un fondateur légendaire à la nation et culture turkmène il y a 5 000 ans. Le reste de l'ouvrage propose une version de l'histoire des Turkmènes et de leur territoire. Le livre inclut également une réinterprétation des lignées turkmènes, ainsi que l'attribution de symboles et caractéristiques aux époques décrites.
Selon cet ouvrage, les Turkmènes ont inventé la roue, le grain de blé blanc et la mécanique robotique. Il y est également stipulé que « la barbe pousse depuis le cerveau. Plus la barbe est longue, moins il y a de cerveau. Moins il y a de cerveau, moins la personne est sage »,. Le livre prétend également développer les compétences scientifiques du lecteur. D'autres passages décrivent comment la population doit se vêtir et se nourrir. Le message principal de l'ouvrage reste cependant la dévotion aveugle à la nation et la soumission volontaire à son dirigeant.

## Parution
Le Ruhnama s'inscrit dans la tradition du culte de la personnalité de Saparmyrat Nyýazow, président établi de l'indépendance du Turkménistan en 1991 jusqu'à sa mort en 2006. Ce culte est comparé à celui instauré par Joseph Staline durant son règne. Cependant, le livre est généralement considéré comme la représentation de ce culte. À sa parution, le manuscrit est intensément promu dans les lieux publics qui ont l'obligation, comme les lieux de travail ainsi que les lieux de culte, d'en avoir une copie.
La version finale du manuscrit paraît pour la première fois le 12 septembre 2001. La couverture du livre est « rose bonbon sur fond vert herbe, avec le profil de Nyýazow coloré doré ». Le livre est traduit en au moins quarante langues. Le 12 septembre est une fête nationale au Turkménistan pour célébrer la publication du premier tome du texte. Le second tome est publié en 2004.

## Usage
Le système éducatif endoctrine les jeunes Turkmènes et fait l'apologie de Nyýazow. Les ouvrages scolaires font presque tous référence aux travaux ou aux discours de ce dernier. Le Ruhnama est considéré comme une épopée nationale et, plus encore, comme un texte fondamental de la nation turkmène. C'est à la fois un mélange de révisionnisme historique et de lignes de conduites morales qui a pour vocation d'être le « guide spirituel de la nation » et le socle des arts et de la littérature nationaux. En mars 2006, Nyýazow lui-même déclara d'ailleurs : « Celui qui par trois fois lira le Ruhnama trouvera une richesse spirituelle, deviendra plus intelligent, reconnaîtra l'existence divine et ira directement au paradis ». Il prétendait que son livre a la même valeur que le Coran et la Bible. Cette déclaration implique trois lectures par jour et non pas au total. À la mort du dirigeant, on estime que l'étude du Ruhnama constitue environ un tiers du parcours académique d'un étudiant moyen. Ceci est rendu possible par le remplacement des cours d'éducation physique, d'algèbre et de physique par des sessions d'étude du livre.
Pour avoir accès à un emploi dans le secteur public, les postulants devaient passer un examen sur le contenu du livre. Les bâtiments publics ont régulièrement un passage du livre inscrit sur leur devanture. De plus, les parcs publics ont souvent une statue érigée en l'honneur du Ruhnama. Parmi les monuments, l'un d'eux a la particularité de lire des passages du livre à vingt heures tous les jours. Il est nécessaire de passer un examen sur le contenu du livre afin d'obtenir le permis de conduire. La critique du livre est interdite par la loi. En 2005, le livre est envoyé dans l'espace à l'aide d'un satellite de modèle Dnepr depuis la station spatiale de Baïkonour.
L'usage du livre est en recul depuis 2013, année où il est retiré du curriculum scolaire. Cependant, il continue d'avoir une large influence sur l'éducation littéraire du pays. L'année suivante, une décision similaire est prise pour les curriculums universitaires. Il est avancé que l'usage du Ruhnama dans les milieux scolaires induit la fusion des concepts de nation et de citoyenneté, mais également le développement culturel et le maintien du savoir, le Ruhnama se décrivant comme étant la base du devoir civique.  
De la même façon, les devoirs de l’État envers sa population sont décrits comme culturels, mais également socio-économiques. 
À son apogée, cet ouvrage est considéré par le gouvernement turkmène comme égal au Coran et comme le « centre de cet univers ».  
Ceci lui valut d'être décrit comme une « "révision" de l'Islam ». Cependant, sous la présidence de Gurbanguly Berdimuhamedow, un nouveau livre, le Turkmennama, est publié pour remplacer le Ruhnama. L'annonce d'une sortie prochaine du livre est faite en 2011.

## Controverse à l'étranger
Lorsque le second tome du Ruhnama paraît en 2004, la société Bouygues s'empresse de le traduire en français afin d'obtenir d'importants contrats au Turkménistan,. Plusieurs autres compagnies ont subi des pressions pour traduire le livre. On compte parmi cette liste Caterpillar, Daimler Chrysler, John Deere, Nokia et Siemens.

### Filmographie
- Business in Absurdistan, film d'Arto Halonen, 2007, 90 min., DVD Bodega Films/Alliance Ciné, 2012.